# Karst Leemburg
Karst Leemburg (Terwispel, 17 mei 1889 – Leeuwarden, 30 november 1958) was een Nederlands schaatser. Hij was de winnaar van de vierde Elfstedentocht op 12 februari 1929.
Op een leeftijd van 39 jaar werd Leemburg winnaar van de, in 1929, 191 kilometer lange Elfstedentocht. Na 11 uur en 9 minuten kwam hij als eerste over de streep in Leeuwarden, nadat de twee oorspronkelijke koplopers verkeerd schaatsten en zo de koppositie verloren aan Leemburg. Leemburg hield aan de tocht een bevroren teen over, die later moest worden geamputeerd.

## Resultaten
| jaar | Elfstedentocht |
| ---- | -------------- |
| 1929 | Goud           |